# Hubbsina turneri
El mexcalpique michoacano (Hubbsina turneri) es una especie de pez actinopeterigio de agua dulce, la única del género monotípico Hubbsina de la familia de los goodeidos.
Es una especie de pequeño tamaño con una longitud máxima descrita fue de 5 cm en machos y 6,5 cm en hembras.

## Distribución y hábitat
Se distribuye por ríos de América del Norte, un endemismo de la cuenca fluvial del río Lerma, en México. Son peces de agua dulce tropical, de comportamiento bentopelágico, que prefieren aguas con pH entre 7 y 7,5 y temperatura entre 23 °C y 26 °C, habitando tanto en ríos como en aguas estancadas. Sus poblaciones están disminuyendo y se considera en "peligro crítico".